# 巴尼奥勒莱班
巴尼奥勒莱班（法語：Bagnols-les-Bains，法語發音：[baɲɔl le bɛ̃]）是法国洛泽尔省的一个旧市镇，属于芒德区。

## 地理
巴尼奥勒莱班（44°30'21"N, 3°39'55"E）面积2.4 平方千米，位于法国奧克西塔尼大區洛泽尔省，该省份为法国南部内陆省份，北起上盧瓦爾省和康塔爾省，西接阿韦龙省，南至加尔省，东临阿尔代什省。
与巴尼奥勒莱班接壤的市镇（或旧市镇、城区）包括：沙德内、圣于连迪图尔内勒。

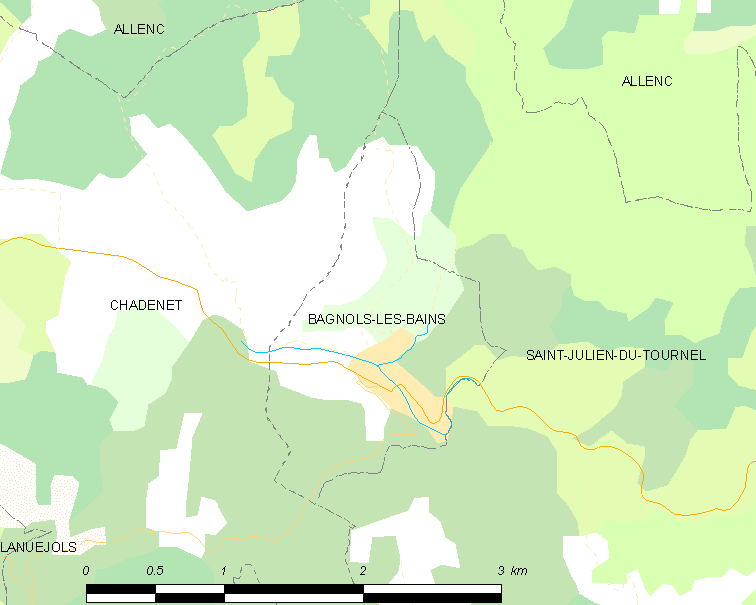
巴尼奥勒莱班的OSM定位图

巴尼奥勒莱班的时区为UTC+01:00、UTC+02:00（夏令时）。

## 行政
巴尼奥勒莱班的邮政编码为48190，INSEE市镇编码为48014。

## 政治
巴尼奥勒莱班所属的省级选区为圣艾蒂安-迪瓦尔多内县。

## 人口

1962-2008年间巴尼奥勒莱班人口变化图示

巴尼奥勒莱班于2018年1月1日时的人口数量为216人。